# 石黒芳和
石黒 芳和（いしぐろ よしかず、1957年11月17日 - ）は、日本の篤農家。にいがたの名工。農事組合法人矢田営農組合代表理事。原酒造和醸蔵杜氏。柏崎市農業委員。 酒米作りと酒造りを両立させて、インバウンドについてもNiigata SAKE Loversと協働しSNSを活用した日本酒文化交流プロジェクトで収穫体験型イベントに取り組んでいる。

## 人物
1957年11月17日、新潟県柏崎市矢田の農家に生まれる。新潟県立柏崎農業高等学校を卒業、就農。1976年、原酒造株式会社に入社。1987年6月、新潟清酒学校を卒業（第一期生） 。2003年、若手杜氏や技術者たちの勉強会「新潟育醸会」に参加。2007年1月16日、農事組合法人矢田営農組合を設立 。2008年8月2日、矢田営農組合が中越沖地震復興基金でライスセンター竣工。和醸蔵杜氏に就任。2010年12月10日、矢田営農組合に農産物加工場が完成。2017年3月20日、新潟日報社主催、新潟”地方創生”発信フォーラム～日本酒から考える地方創生～のパネラーを務める 。12月1日にいがたの名工を受賞。

## 関連記事
- 国立研究開発法人農業・食品産業技術総合研究機構[12]
- 第87回酒類鑑評会[13]
- 日本名門酒会[14]
- 上越タイムス[15]
- クラス エル[16]